# بژژنکا (استان سلیزیا سفلی)
بژژنکا (به لهستانی:  Brzezinka) یک روستا در لهستان است که در گمینا اولشنگتسا (استان سیلزی سفلی) واقع شده‌است.